# 戴金益
戴金益（1957年—），湖南衡阳人，汉族，第十二届全国人民代表大会海南地区代表。
加入中国共产党。2013年，担任全国人大代表、曾仼海南省武警總隊政委。